# Pet fragmentov
Pet fragmentov (1981) je roman slovenskega pisatelja Lojzeta Kovačiča. Zajema samo prva dva fragmenta od napovedanih petih fragmentov iz avtorjevega življenja. Prvi je postavljen v marec 1969 in govori o poklicnih rečeh,  drugi pa se dogaja od junija 1970 do oktobra 1972 in zajema erotično plat življenja. Tretji fragment je podnaslov posebej izdane knjige Basel (1989), ki govori o avtorjevem otroštvu v tem švicarskem mestu. Četrtega in petega fragmenta ni posebej objavil. 
Zgodba je bila po delih objavljena že pred izdajo knjige v reviji Sodobnost, vendar je besedilo pred knjižno objavo spremenil. Prevod v hrvaščino ima naslov Tri Žene (1985).

## Povzetek
Prvi del govori o avtorjevem vsakdanjem odhajanju v službo. Poroča o ljudeh, zvokih, napisih itn., torej o vsem, kar sproti zaznava. Proti koncu prvega fragmenta pripoveduje o smislu dela z otroki in lutkami, kar ustreza biografskim dejstvom; med letoma 1963 in 1987 je bil namreč zaposlen kot lutkovni pedagog in mentor v vzgojni inštituciji. Opisovanje zunanjega sveta ima namen objektivnega prikaza stvarnosti. Do nje, posebej do birokracije, je kritičen. Konec je odprt, glavni junak sredi noči ostane sam na prazni ljubljanski ulici.
Drugi fragment pripoveduje o intimnem svetu junaka, zlasti erotiki in je zato bolj subjektiven. Vse se vrti okoli njegovega doživljanja spolne sle in s tem povezanih spominov. 

## Jezik in slog
Knjiga ima na začetku zanimiv zapis "KDO JE?" Klic, "JAZ SEM DRUGI!" Nerval, "JAZ JE DRUGI!" Rimbaud, "KDO JE JAZ?" Weiss. Ti citati bralca vpeljejo v temo − iskanje jaza in soočanje z njim. Tej tehniki rečemo retrospektiva (isto tehniko je Kovačič uporabil že v Resničnosti). Kovačič se skozi fragmente ozira vase in na tak način spoznava samega sebe ter raziskuje svoj odnos do sveta (pisal je samemu sebi in ne drugim). Take vrste literaturo lahko primerjamo z intimnim dnevnikom, ker je večina knjige njegova avtobiografija. Zdi se, da je Kovačič s takim načinom pisanja želel narediti nekakšen oris svojega življenja. Avtobiografsko pisanje lahko razumemo kot težnjo po iskanju lastnega jaza in odkrivanje identitete. Lastni jaz pa je možno najti le iz resničnih dogodkov, zato je moral na svet gledati objektivno in se opirati na zunanja dejanja − prvi fragment. Da pa je svojo zgodbo lahko zapisal, je moral dobiti podlago za pisanje. Našel jo je v svoji preteklosti − ozre se na narod, religijo, politični sistem itd. Kovačičeva filozofija je bila, da se človek sestavlja vsak dan na novo, zato je vedno drugačen sam pred seboj. Po drugi strani pa se je moral s svetom soočiti še subjektivno. V drugem fragmentu se je zato poglobil v svoje ljubezensko doživljanje sveta, ki naj bi po njegovem mnenju predstavljal tisti ’pravi jaz’. Na tak način se pisatelj počasi sestavlja skozi teh pet fragmentov, saj je vsak delček (fragment) druga življenjska zgodba. Pripoved je pisana v sedanjiku. 
Kovačičeva literatura je že na splošno vezana na čutnost, predmetnost, opisi so navidez osebno nizanje podrobnosti in detajlov iz okolice. To se začuti, ko niza besede, ko opisuje dogajanje okoli sebe itd. Zaradi takega sloga Kovačič uvrščamo v tok evropske misli, ki opozarja na radikalno zlomljenost prikazanega subjekta. Lik torej ni več to, kar misli da je. V njem se zgodi razkol med notranjim in zunanjim svetom, za katerega ugotovi, da ga pravzaprav najbolj določa (njegova osebnost se oblikuje na podlagi okoljskih vplivov). 

### Grafična podoba besedila
Fragmentalnost se kaže skozi širok razpon govorov. Zgodba ni razdeljena na poglavja, ampak na odstavke, ki so sami po sebi majhni fragmenti in se združijo v en večji fragment (prvega in drugega). Besedilo je pisano gosto, povedi so dolge in nimajo značilne stavčne formulacije. S tem avtor ubesedi sliko sveta, človeške stiske in podobe Ljubljane. Poleg letnic na začetku obeh fragmentov lahko čas dogajanja razbere iz opisov okolice (pisatelj omenja partijo, ljudi naslavlja z nazivom tovariš itd.). Velikokrat omenja tudi aktualna društva (ZDK, ZPO, ZKJ), praznike (29. november – dan republike), tovarne in trgovine (tovarna Zmaj). Kovačič med besedilo vstavlja povedi v oklepajih. S tem vskoči v svoje pripovedovanje, saj želi hkrati zapisati dvoje misli, ki se mu podita po glavi, česar brez oklepajev ne bi mogel prikazati). Tak način pisanja uvrščamo v modernizem, ki je za Kovačiča značilen. 
Avtor ne označi vseh oseb s polnim imenom, ampak le z začetnicami (tovariš K., dr. B. Z.). V knjigi so tudi izjeme, ker nekatere osebe vseeno poimenuje z imenom ali priimkom. Za tak sistem poimenovanja oseb se je verjetno odločil, ker so bili ti liki resnični in če bi jih poimenoval direktno (brez kratic), bi lahko prišel z njimi v konflikt. Lojze Kovačič števila, namesto da bi jih izrazil z besedo, zapiše kar s številko. Pri tem se ne ozira na to ali gre za enice (šrevilo 2) ali stotice (število 134). Veznik "in" zamenja kar z njegovim simbolom, uporablja tudi matematične simbole, kot npr. 15 %, +, 20 cm itd.

## Misli o knjigi
Bistvo Kovačičevih Pet fragmentov in glavno idejo, ki jo je žele izpostaviti, lepo povzame že citat iz knjige same: 
Resničnost od nekdaj ni več resnična. [...] Ista hiša ni ista hiša. Vse izgine. Razen tistega, kar si tedaj gledal, ne da bi zapazil ... ker se je hkrati neopazno splazilo v skrito skladišče v tebi. (Kovačič 1969)
Kovačičevo delo zanimivo opisujejo tudi drugi kulturniki.
Končno  naj  zapišemo,  čeprav  imamo  pred  seboj  šele  prva  dva  fragmenta,  da  smo  z  novim  Kovačičevim  tekstom  dobili  v   slovenski  literaturi   delo,   ki   ni   izjemno  pomembno  le  po  doslednosti,  radikalnosti   in   brezobzirnosti   svojega   koncepta,  temveč  tudi  (kar  je  vsaj  enako  pomembno)   po   svojih   stilnih  literarnih   kvalitetah.  (Zabel 1963)
Pet fragmentov naj bi bilo pet tematsko zaključenih krogov pripovedi o obdobjih nekega življenja človeka v našem mestu in v našem času. (Pavček 1981)
V tej knjigi pripoved zajema prelomni ali krizni vrh zrelega moškega obdobja pisateljevega življenja, v katerem je v ospredju odnos do ženske. Tema različnih ravni erotike, ki sicer v slovenski pripovedni prozi nima posebno naglašenega mesta, je v tem besedilu doživela izjemen razmah. Pisateljeva značilno eruptivna moč opazovanja, čutenja in beleženja je v erotičnih motivih našla še posebej bogato vsebino. (Glušič 2002)